# Il nostro canto libero
Il nostro canto libero è un cofanetto composto da 2 CD e 1 DVD uscito il 9 novembre 2007.

## Il disco
Questo cofanetto, come era già successo per Le avventure di Lucio Battisti e Mogol, contiene dei brani inediti (Perché dovrei e Il mio bambino). Inoltre, in un DVD, per la prima volta vengono pubblicate alcune apparizioni televisive e videoclip di Lucio Battisti.
Molte critiche mosse già in precedenza verso gli altri cofanetti curati da Mogol (come le imprecisioni nel libretto interno, la necessità di acquistare l'intero cofanetto per pochi brani inediti, ecc.) furono riscontrate anche in questa raccolta; oltre a ciò, il cofanetto fu accusato anche per la forte frammentazione dei video e per la scarsa qualità audio dei due brani inediti.

## Contenuto
Tutti i brani sono di Battisti-Mogol, tranne dove specificato.
| 1. Un'avventura 2. 29 settembre 3. Non è Francesca 4. Balla Linda 5. Io vivrò (senza te) 6. Mi ritorni in mente 7. Nel cuore, nell'anima 8. Emozioni 9. Il tempo di morire 10. Fiori rosa fiori di pesco 11. Dieci ragazze 12. Acqua azzurra, acqua chiara 13. Pensieri e parole 14. La canzone del sole 15. Anche per te | 1. Il nostro caro angelo 2. Il mio canto libero 3. La luce dell'Est 4. ... e penso a te 5. I giardini di marzo 6. Innocenti evasioni 7. La collina dei ciliegi 8. La compagnia (Mogol-Battisti-Donida) 9. Ancora tu 10. Sì, viaggiare 11. Amarsi un po' 12. Una donna per amico 13. Una giornata uggiosa 14. Perché dovrei 15. Il mio bambino | DVD Il film Balla Linda ( Cantagiro 1968 ) Un'avventura ( Sanremo 1969 ) Acqua azzurra, acqua chiara (Incontro con Lucio Battisti, 1970) Non è Francesca (Incontro con Lucio Battisti, 1970) Mi ritorni in mente (Incontro con Lucio Battisti, 1970) 7 e 40 (Incontro con Lucio Battisti, 1970) Il tempo di morire ( Speciale per voi , 1970) Fiori rosa, fiori di pesco ( Speciale per voi , 1970) Anna ( Caravella dei successi , 1971) Emozioni (Io stasera vado a casa di Ornella, 1971) Pensieri e parole (Tutti insieme, 1971) ... e penso a te (Tutti insieme, 1971) La canzone del sole (Cento di queste notti, 1971) I giardini di marzo ( Teatro 10 , 1972) Intervista a Mogol Extra Per una lira ( Speciale per voi , 1970) Io vivrò (senza te) ( Speciale per voi , 1970) Mi ritorni in mente (Sicilia Happening, 1970) Il tempo di morire (Incontro con Bruno Lauzi, 1970) Fiori rosa, fiori di pesco (Incontro con Bruno Lauzi, 1970) Io ritorno solo (Seimilauno, 1970) Fiori rosa, fiori di pesco (Seimilauno, 1971) Anna (Seimilauno, 1971) Amore caro amore bello (Tutti insieme, 1971) Proud Mary (Tutti insieme, 1971) |